# Spencer Abbott
Spencer Abbott, född 30 april 1988, är en kanadensisk professionell ishockeyspelare som spelar för Leksands IF  i  SHL. Han har tidigare spelat på NHL-nivå för Toronto Maple Leafs och på lägre nivåer för Binghampton Devils, San Diego Gulls, Toronto Marlies och Rockford IceHogs i AHL och Maine Black Bears (University of Maine) i NCAA.
Abbott blev aldrig draftad av någon NHL-organisation.
Den 26 februari 2015 valde Maple Leafs skicka iväg Abbott till Blackhawks i utbyte mot T.J. Brennan.

## Statistik
| 2005–2006   | Hamilton Red Wings | OPJHL       | 11  | 1  | 0  | 1   | 0  | 1  | 0 | 0  | 0  | 0  |
| 2006–2007   | Hamilton Red Wings | OPJHL       | 49  | 32 | 43 | 75  | 22 | 19 | 4 | 5  | 9  | 12 |
| 2007–2008   | Hamilton Red Wings | OPJHL       | 48  | 42 | 41 | 83  | 42 | 5  | 2 | 4  | 6  | 2  |
| 2008–2009   | Maine Black Bears  | NCAA        | 38  | 7  | 9  | 16  | 8  | —  | — | —  | —  | —  |
| 2009–2010   | Maine Black Bears  | NCAA        | 39  | 9  | 19 | 28  | 6  | —  | — | —  | —  | —  |
| 2010–2011   | Maine Black Bears  | NCAA        | 36  | 17 | 23 | 40  | 16 | —  | — | —  | —  | —  |
| 2011–2012   | Maine Black Bears  | NCAA        | 39  | 21 | 41 | 62  | 34 | —  | — | —  | —  | —  |
|             | Toronto Marlies    | AHL         | 3   | 0  | 1  | 1   | 0  | 5  | 0 | 0  | 0  | 0  |
| 2012–2013   | Toronto Marlies    | AHL         | 55  | 13 | 20 | 33  | 10 | 5  | 2 | 3  | 5  | 2  |
| 2013–2014   | Toronto Marlies    | AHL         | 1   | 0  | 0  | 0   | 0  | —  | — | —  | —  | —  |
|             | Toronto Marlies    | AHL         | 64  | 17 | 52 | 69  | 16 | 11 | 4 | 7  | 11 | 2  |
| 2014–2015   | Toronto Marlies    | AHL         | 46  | 7  | 17 | 24  | 10 | —  | — | —  | —  | —  |
|             | Rockford IceHogs   | AHL         | 19  | 12 | 9  | 21  | 6  | 8  | 3 | 3  | 6  | 2  |
| NHL totalt  | NHL totalt         | NHL totalt  | 1   | 0  | 0  | 0   | 0  | —  | — | —  | —  | —  |
| AHL totalt  | AHL totalt         | AHL totalt  | 187 | 49 | 99 | 148 | 42 | 29 | 9 | 13 | 22 | 6  |
| NCAA totalt | NCAA totalt        | NCAA totalt | 152 | 54 | 92 | 146 | 64 | —  | — | —  | —  | —  |